# Polycarp Pengo
Polycarp Pengo, né le 5 août 1944 à Mwazye en Tanganyika, est un cardinal tanzanien, archevêque de Dar es Salam de 1992 à 2019.

## Biographie

### Prêtre
Après avoir été formé au grand séminaire de Kipalapala, Polycarp Pengo a été ordonné prêtre le 20 juin 1971 pour le diocèse de Sumbawanga en Tanzanie.
Il commence son ministère sacerdotal pendant deux ans comme secrétaire de son évêque avant de partir étudier à Rome, obtenant un doctorat en théologie morale à l'Université pontificale du Latran.
De retour dans son diocèse, il se consacre à la formation des prêtres comme enseignant en théologie morale au grand séminaire de Kipalapala, puis comme recteur du grand séminaire de Segerea.

### Évêque
Nommé évêque de Nachingwea en Tanzanie le 11 novembre 1983, il a été consacré le 6 janvier 1984 par le pape Jean-Paul II en personne. Il a ensuite été nommé évêque de Tunduru-Masasi le 17 octobre 1986, puis archevêque coadjuteur de Dar es Salam le 22 janvier 1990. Il a succédé au cardinal Laurean Rugambwa comme archevêque de Dar es Salam le 22 juillet 1992. Il reste en fonction près de 30 ans, quittant sa charge le 15 aout 2019 au bénéfice de Jude Thaddaeus Ruwa'ichi (en), OFM Cap, archevêque coadjuteur depuis juin 2018.

### Cardinal
Il a été créé cardinal à cinquante-trois ans par Jean-Paul II lors du consistoire du 21 février 1998 avec le titre de cardinal-prêtre de Notre-Dame de La Salette. De juin 2007 à septembre 2013, il est président du Symposium des Conférences Épiscopales d’Afrique et de Madagascar. Il participe au conclave de 2005 et à celui de 2013 qui élisent respectivement les papes Benoît XVI et François.
Au sein de la curie romaine, il est membre de la Congrégation pour l'évangélisation des peuples, de la Congrégation pour la doctrine de la foi, du Conseil pontifical pour le dialogue inter-religieux, du Conseil pontifical pour la culture et du Conseil pontifical pour la famille.
Il atteint l'âge de 80 ans le 5 août 2024, l'empêchant de prendre part au prochain conclave.

## Succession apostolique
Polycarp Pengo a ordonné les évêques suivants :
- Évêque Anthony Banzi (en) (1994)
- Évêque Agapiti Ndorobo (en) (1995)
- Évêque Augustine Ndeliakyama Shao (en), C.S.Sp. (1997)
- Archevêque Jude Thaddaeus Ruwa'ichi (en), O.F.M.Cap. (1999)
- Évêque Jacob Venance Koda (en) (1999)
- Évêque Desiderius Rwoma (de) (1999)
- Évêque Method Kilaini (de) (2000)
- Archevêque Damian Denis Dallu (en) (2000)
- Évêque William Pascal Kikoti (de) (2001)
- Évêque Ludovick Joseph Minde, O.S.S. (en) (2001)
- Évêque Alfred Leonhard Maluma (en) (2002)
- Évêque Castor Paul Msemwa (en) (2005)
- Archevêque Beatus Kinyaiya (en), O.F.M.Cap. (2006)
- Archevêque Isaac Amani Massawe (2008)
- Cardinal Protase Rugambwa (2008)
- Évêque Almachius Vincent Rweyongeza (en) (2008)
- Évêque Salutaris Melchior Libena (en) (2010)
- Évêque Eusebius Alfred Nzigilwa (en) (2010)
- Évêque Rogatus Kimaryo (en), C.S.Sp. (2010)
- Archevêque Renatus Leonard Nkwande (en) (2011)
- Archevêque Gervas John Mwasikwabhila Nyaisonga (en) (2011)
- Évêque Bernardin Mfumbusa (de) (2011)
- Évêque John Chrisostom Ndimbo (en) (2011)
- Évêque Titus Joseph Mdoe (en) (2013)
- Évêque Liberatus Sangu (en) (2015)
- Évêque Beatus Christian Urassa (en), O.S.S. (2018)
- Évêque Anthony Gaspar Lagwen (en) (2018)
- Évêque Filbert Felician Mhasi (en) (2019)
- Évêque Eusebio Samwel Kyando (en) (2024)
- Évêque Godfrey Jackson Mwasekaga (en) (2024)
- Évêque Romanus Elamu Mihali (en) (2025)